# Igreja Presbiteriana de Vanuatu
A Igreja Presbiteriana de Vanuatu  (IPV) é uma denominação presbiteriana, estabelecida em Vanuatu em 1948 por missionários da Igreja Presbiteriana do Canadá, Igreja Presbiteriana da Austrália, Igreja Presbiteriana Reformada da Escócia e Igreja Presbiteriana de Aotearoa Nova Zelândia. Em 2020, era a maior denominação religiosa do país, com a adesão de 28% dos residentes de Vanuatu.

## História
A Igreja Presbiteriana de Vanuatu foi inicialmente formada como resultado da atividade missionária de missionários britânicos e samoanos da Sociedade Missionária de Londres entre 1837 e 1848. Eles prepararam o caminho para os missionários da Igreja Presbiteriana do Canadá, Igreja Presbiteriana da Austrália, Igreja Presbiteriana Reformada da Escócia e Igreja Presbiteriana de Aotearoa Nova Zelândia. Entre eles, as duas figuras mais proeminentes foram John Geddie, da Nova Escócia, que chegou em 1948, e J.G. Paton, da Escócia. Os parentes e descendentes de Paton mais tarde figuraram como uma quase lendária “sucessão missionária”. A expansão da igreja desde as origens na ilha de Aneityum, ao sul, prosseguiu em uma direção amplamente ao norte e contou com o treinamento e emprego local de professores e pastores indígenas que trabalhavam sob o controle da missão exclusivamente branca até que a igreja local se tornou autônoma em 1948 como a Igreja Presbiteriana nas Novas Hébridas.
A denominação continuou crescendo até tornar-se a maior igreja do país, com 28% da população descrevendo-se como membro da IPV em 2020.

## Doutrina
A denominação permite a ordenação de mulheres e subscreve a Confissão de Fé de Westminster e o Credo dos Apóstolos.

## Relações Intereclesiásticas
A denominação é membro da Comunhão Mundial das Igrejas Reformadas e da  Conselho Mundial de Igrejas.